# (4207) Chernova
(4207) Chernova ist ein Hauptgürtelasteroid, der am 5. September 1986 von Ted Bowell vom Lowell-Observatorium aus entdeckt wurde.
Der Asteroid wurde nach der tadschikischen Astronomin Galina Pavlovna Chernova benannt.